# Litoria sanguinolenta
Litoria sanguinolenta är en groddjursart som först beskrevs av Van Kampen 1909.  Litoria sanguinolenta ingår i släktet Litoria och familjen lövgrodor. IUCN kategoriserar arten globalt som otillräckligt studerad. Inga underarter finns listade i Catalogue of Life.